# Betty Harte
Betty Harte (13 de mayo de 1882 – 3 de enero de 1965) fue una actriz principal durante el apogeo de la era del cine mudo y protagonizó nueve largometrajes y 108 cortometrajes. Se le atribuye la escritura de cuatro guiones. Eligió Betty Harte como su nombre profesional en honor a su autor favorito, Bret Harte.

## Carrera actoral

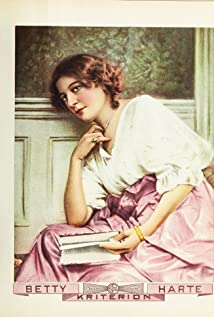
Betty Harte, tarjeta fotográfica en color, c. 1910.

Harte apareció en el escenario con varias compañías de entretenimiento en el este de Estados Unidos. Mientras trabajaba como secretaría de un periódico en Los Ángeles, California, le asignaron entrevistar al director de Selig Polyscope Company, Francis Boggs, a quien le gustó su apariencia y comportamiento y rápidamente la contrató para actuar. Se convirtió en la primera protagonista de la división de Los Ángeles de Selig Polyscope Company y apareció en dramas de época, de capa y espada y wésterns.
Protagonizó junto al extravagante protagonista de la compañía, Hobart Bosworth, las películas: Dr. Jekyll and Mr. Hyde (1908), The Sultan's Power (1909), The Roman (1910) y Across the Plain's (1910). Más tarde destacó interpretando heroínas de wésterns y coprotagonizó con Tom Santschi Pride of the Range (1910) y Through Fire and Smoke (1911). También coprotagonizó con el famoso actor de wésterns Tom Mix en Pride of the Range (1910) y A Romance of the Rio Grande (1911).
Harte era conocida por hacer sus propias acrobacias y mientras filmaba una escena submarina en Bermudas para Victory Pictures en la película The Mystery of the Poison Pool (1914), fue mordida por un pez ángel y escapó por poco de una lesión grave.
Dos películas notables en las que apareció fueron In the Sultan's Power (1909) y The Coming of Columbus (1912). Coprotagonizó con Hobart Bosworth el cortometraje In the Sultan's Power, que fue la primera película que se rodó íntegramente en California, y haría lo mismo con Marshall Stedman en el largometraje The Coming of Columbus, que era un melodrama de tres carretes completamente teñido a mano en París, Francia, y fue uno de los primeros largometrajes a todo color.

## Vida personal
Harte nació como Daisey Mae Light en Lebanon, Pensilvania, el 13 de mayo de 1882, de Theophilus Ozias Light y Agnes Mary Bohn. Tuvo siete hermanos, aunque sólo tres vivieron hasta la edad adulta. En 1900, vivía en Filadelfia, donde asistía a una escuela privada. Era prima de la actriz de teatro estadounidense Margaret Illington. El 17 de octubre de 1907 se casó con Frank Hardy en Pasadena, California; en algún momento antes de 1917 se divorciaron. El 12 de septiembre de 1917 se casó con Ralph Lewis Kruger. Los registros del censo de 1920 indican que Ralph y Betty vivían en Los Ángeles, California, y Ralph trabajaba o era dueño de una sala de cine y Betty no tenía ninguna ocupación en la lista, ya que se había retirado de su carrera cinematográfica cuatro años antes, en 1916.
A lo largo de su vida fue coleccionista de aves, estudió ornitología y botánica, prefiriendo especialmente las flores. Mientras estaba bajo contrato con Selig Polyscope Company, mantuvo un gran recinto para aves en los terrenos de su estudio en Edendale, California, donde mantuvo varias especies, incluidos sinsontes y ruiseñores.
Harte dijo sobre su doctrina del éxito: «Cuanto más viajas, más ves, más aprendes, mayores serán tus posibilidades de interpretar correctamente incluso el papel más pequeño.» Se describió a sí misma como «la primera reina del cine de Hollywood».
Murió el 3 de enero de 1965 en Sunland, California, y está enterrada en Glen Haven Memorial Park en Sylmar, California.

## Filmografía
| Obra                                          | Formato      | Año  | Rol                                                        |
| --------------------------------------------- | ------------ | ---- | ---------------------------------------------------------- |
| The Heritage of Hate                          | Largometraje | 1916 | Myra (como Betty Hart)                                     |
| The Man from Bitter Roots                     | Largometraje | 1916 | Sin acreditar                                              |
| The Bait                                      | Largometraje | 1916 | Margot                                                     |
| The Buzzard's Shadow                          | Largometraje | 1915 | Mrs. Sears (como Betty Hart)                               |
| Nancy of Stony Isle                           | Cortometraje | 1915 | Nancy                                                      |
| The Mystery of the Poison Pool                | Largometraje | 1914 | Dorothy                                                    |
| The Oath of a Viking                          | Cortometraje | 1914 | Lydia - la hija del rey                                    |
| The Next in Command                           | Largometraje | 1914 | Zuleika (como Bettie Hart)                                 |
| A Woman's Triumph                             | Largometraje | 1914 | Effie Deans                                                |
| The Pride of Jennico                          | Largometraje | 1914 | La doncella gitana, Michel                                 |
| A Nest Unfeathered                            | Cortometraje | 1914 | La esposa del capataz                                      |
| Hoodman Blind                                 | Largometraje | 1913 | Jess / Nance                                               |
| The Ironmaster                                | Cortometraje | 1913 | Betty                                                      |
| I Was Meant for You                           | Cortometraje | 1913 | Susan                                                      |
| Bill's Sweetheart                             | Cortometraje | 1913 | Little Maverick (como adulta)                              |
| An Indian Nemesis                             | Cortometraje | 1913 | Hope (hija del coronel West) (como Betty Hart)             |
| Where Shore and Water Meet                    | Cortometraje | 1913 | Mabel Newman - la diseñadora                               |
| Side Tracked by Sister                        | Cortometraje | 1913 | Madre                                                      |
| The Noisy Six                                 | Cortometraje | 1913 | Sin acreditar                                              |
| The Good in the Worst of Us                   | Cortometraje | 1913 | La esposa del sargento Williams                            |
| An Innocent Informer                          | Cortometraje | 1913 | La hija del destilador                                     |
| Master and Man                                | Cortometraje | 1913 | Ethel Pierce - la prometida de Seymour (como Bettie Harte) |
| A Pair of Boots                               | Cortometraje | 1912 | Sin acreditar                                              |
| The Girl of the Mountains                     | Cortometraje | 1912 | Tess Sutton - la hija del viejo minero                     |
| The Vintage of Fate                           | Cortometraje | 1912 | Maria                                                      |
| Kings of the Forest                           | Cortometraje | 1912 | Sona - la esposa de Fritz                                  |
| Her Educator                                  | Cortometraje | 1912 | La niña                                                    |
| His Wedding Eve                               | Cortometraje | 1912 | La enfermera                                               |
| The Fisherboy's Faith                         | short        | 1912 | Amiga de la ciudad de Amanda                               |
| Getting Atmosphere                            | Cortometraje | 1912 | La ingenua                                                 |
| How the Cause Was Won                         | Cortometraje | 1912 | Mabel Moody                                                |
| An Assisted Elopement                         | Cortometraje | 1912 | Jeanette Wilson                                            |
| The Pirate's Daughter                         | Cortometraje | 1912 | Almita - la hija del pirata                                |
| The Substitute Model                          | Cortometraje | 1912 | Mary Carr - la hermana menor                               |
| The Man from Dragon Land                      | Cortometraje | 1912 | Samantha - la sirviente de la viuda                        |
| The Polo Substitute                           | Cortometraje | 1912 | Margaret Bush                                              |
| The Girl and the Cowboy                       | Cortometraje | 1912 | Nell Carter - The Belle of Three Pines                     |
| The Vow of Ysobel                             | Cortometraje | 1912 | Ysobel                                                     |
| The Vision Beautiful                          | Cortometraje | 1912 | La sierva                                                  |
| A Reconstructed Rebel                         | Cortometraje | 1912 | Louise Yancey (como adulta)                                |
| Brains and Brawn                              | Cortometraje | 1912 | Molly Jones                                                |
| Me an' Bill                                   | Cortometraje | 1912 | La joven Kitty                                             |
| The Junior Officer                            | Cortometraje | 1912 | La doncella de Ethel                                       |
| The 'Epidemic' in Paradise Gulch              | Cortometraje | 1912 | Miss Williams - la maestra de escuela                      |
| The Girl of the Lighthouse                    | Cortometraje | 1912 | Jenna Jensen - la hija del farero                          |
| Bounder                                       | Cortometraje | 1912 | Ruby Blackwell                                             |
| The Ace of Spades                             | Cortometraje | 1912 | La mujer                                                   |
| The Shrinking Rawhide                         | Cortometraje | 1912 | Mercedes                                                   |
| The Danites                                   | Cortometraje | 1912 | Nancy Williams                                             |
| Disillusioned                                 | Cortometraje | 1912 | Marjorie Spofford                                          |
| The Little Stowaway                           | Cortometraje | 1912 | Dot - la pequeña polizón                                   |
| Diplomat Interrupted                          | Cortometraje | 1912 | Jessie Scott                                               |
| The Secret Wedding                            | Cortometraje | 1912 | Bessie Whalen                                              |
| The Mate of the Alden Bessie                  | Cortometraje | 1912 | Rol secundario (sin acreditar)                             |
| A Modern Rip                                  | Cortometraje | 1912 | La hija de Rip                                             |
| The Little Widow                              | Cortometraje | 1911 | Sin acreditar                                              |
| George Warrington's Escape                    | Cortometraje | 1911 | Fanny Mountain                                             |
| A Romance of the Rio Grande                   | Cortometraje | 1911 | Sin acreditar                                              |
| The Maid at the Helm                          | Cortometraje | 1911 | Elizabeth Barker                                           |
| A Frontier Girl's Courage                     | Cortometraje | 1911 | Mary Wilson                                                |
| An Evil Power                                 | Cortometraje | 1911 | Alice Morgan                                               |
| Blackbeard                                    | Cortometraje | 1911 | Senorita Lopez                                             |
| The Bootlegger                                | Cortometraje | 1911 | Mattie Fancher                                             |
| In the Days of Gold                           | Cortometraje | 1911 | Juanita Lopez                                              |
| Old Billy                                     | Cortometraje | 1911 | Mrs. Dane                                                  |
| The Coquette                                  | Cortometraje | 1911 | Mabel - la coqueta                                         |
| Captain Brand's Wife                          | Cortometraje | 1911 | Ada Jackson - la esposa del capitán Brand                  |
| Making a Man of Him                           | Cortometraje | 1911 | Sallie Morgan - la esposa de Bertie                        |
| Out-Generaled                                 | Cortometraje | 1911 | Bessie Darrow                                              |
| The Artist's Sons                             | Cortometraje | 1911 | Model No. 1                                                |
| Shipwrecked                                   | Cortometraje | 1911 | Annie Jackson                                              |
| A Cup of Cold Water                           | Cortometraje | 1911 | The Padre's Ward                                           |
| The Heart of John Barlow                      | Cortometraje | 1911 | Lucy Barlow                                                |
| How Algy Captured a Wild Man                  | Cortometraje | 1911 | Maud Lorimer                                               |
| Through Fire and Smoke                        | Cortometraje | 1911 | Betty St. Clair - la chica de la fábrica                   |
| The Blacksmith's Love                         | Cortometraje | 1911 | Rol secundario (sin acreditar)                             |
| The Regeneration of Apache Kid                | Cortometraje | 1911 | Mary Worthington - la hija del coronel                     |
| Their Only Son                                | Cortometraje | 1911 | Sin acreditar                                              |
| Slick's Romance                               | Cortometraje | 1911 | Sin acreditar                                              |
| The Knight Errant                             | Cortometraje | 1911 | Yvette                                                     |
| The Profligate                                | Cortometraje | 1911 | Mercedes - la hermana de Pauline                           |
| It Happened in the West                       | Cortometraje | 1911 | Sin acreditar                                              |
| The White Medicine Man                        | Cortometraje | 1911 | Mlle. Julie                                                |
| The New Faith                                 | Cortometraje | 1911 | La esclava                                                 |
| A Sacrifice to Civilization                   | Cortometraje | 1911 | Sin acreditar                                              |
| Told in the Sierras                           | Cortometraje | 1911 | Sallie Winton - la esposa de Jake                          |
| Range Pals                                    | Cortometraje | 1911 | Danny                                                      |
| Where There's a Will, There's a Way           | Cortometraje | 1911 | Miss Hay                                                   |
| The Herders                                   | Cortometraje | 1911 | Wana                                                       |
| The Still Alarm                               | Cortometraje | 1911 | Cad Wilber                                                 |
| The Haven of Refuge                           | Cortometraje | 1911 | Sin acreditar                                              |
| The Spy                                       | Cortometraje | 1911 | Sin acreditar                                              |
| Pride of the Range                            | Cortometraje | 1910 | Sin acreditar                                              |
| Justinian and Theodora                        | Cortometraje | 1910 | Theodora                                                   |
| A Tale of the Sea                             | Cortometraje | 1910 | El amor de Bill / la esposa de Tom                         |
| The Schoolmaster of Mariposa                  | Cortometraje | 1910 | Miss Williams                                              |
| In the Great Northwest                        | Cortometraje | 1910 | Julie - la hija del factor                                 |
| Davy Crockett                                 | Cortometraje | 1910 | Sin acreditar                                              |
| The Common Enemy                              | Cortometraje | 1910 | Sin acreditar                                              |
| Across the Plains                             | Cortometraje | 1910 | Sin acreditar                                              |
| The Roman                                     | Cortometraje | 1910 | Sin acreditar                                              |
| The Courtship of Miles Standish               | Cortometraje | 1910 | Sin acreditar                                              |
| The Christian Martyrs                         | Cortometraje | 1909 | Sin acreditar                                              |
| Pine Ridge Feud                               | Cortometraje | 1909 | Sin acreditar                                              |
| On the Little Big Horn or Custer's Last Stand | Cortometraje | 1909 | Sin acreditar                                              |
| On the Border                                 | Cortometraje | 1909 | Sin acreditar                                              |
| Up San Juan Hill                              | Cortometraje | 1909 | Sin acreditar                                              |
| The Stampede                                  | Cortometraje | 1909 | Mabel - la hija del dueño del rancho                       |
| The Leopard Queen                             | Cortometraje | 1909 | Jessie Ownes - la hija del capitán                         |
| In the Sultan's Power                         | Cortometraje | 1909 | Sin acreditar                                              |
| In the Badlands                               | Cortometraje | 1909 | Isabel Walton - la hija del coronel                        |
| Boots and Saddles                             | Cortometraje | 1909 | Sin acreditar                                              |
| The Tenderfoot                                | Cortometraje | 1909 | Sin acreditar                                              |
| The Spirit of '76                             | Cortometraje | 1908 | Sin acreditar                                              |
| Damon and Pythias                             | Cortometraje | 1908 | Sin acreditar                                              |
| Rip Van Winkle                                | Cortometraje | 1908 | Sin acreditar                                              |
| Dr. Jekyll and Mr. Hyde                       | Cortometraje | 1908 | Sin acreditar                                              |

## Guiones
- The Bridge of Sighs (1915) – escenario;
- The Little Stowaway (1912) – cortometraje, escenario;
- Their Only Son (1911) - cortometraje;
- The Spy (1911) - cortometraje.

## Galería

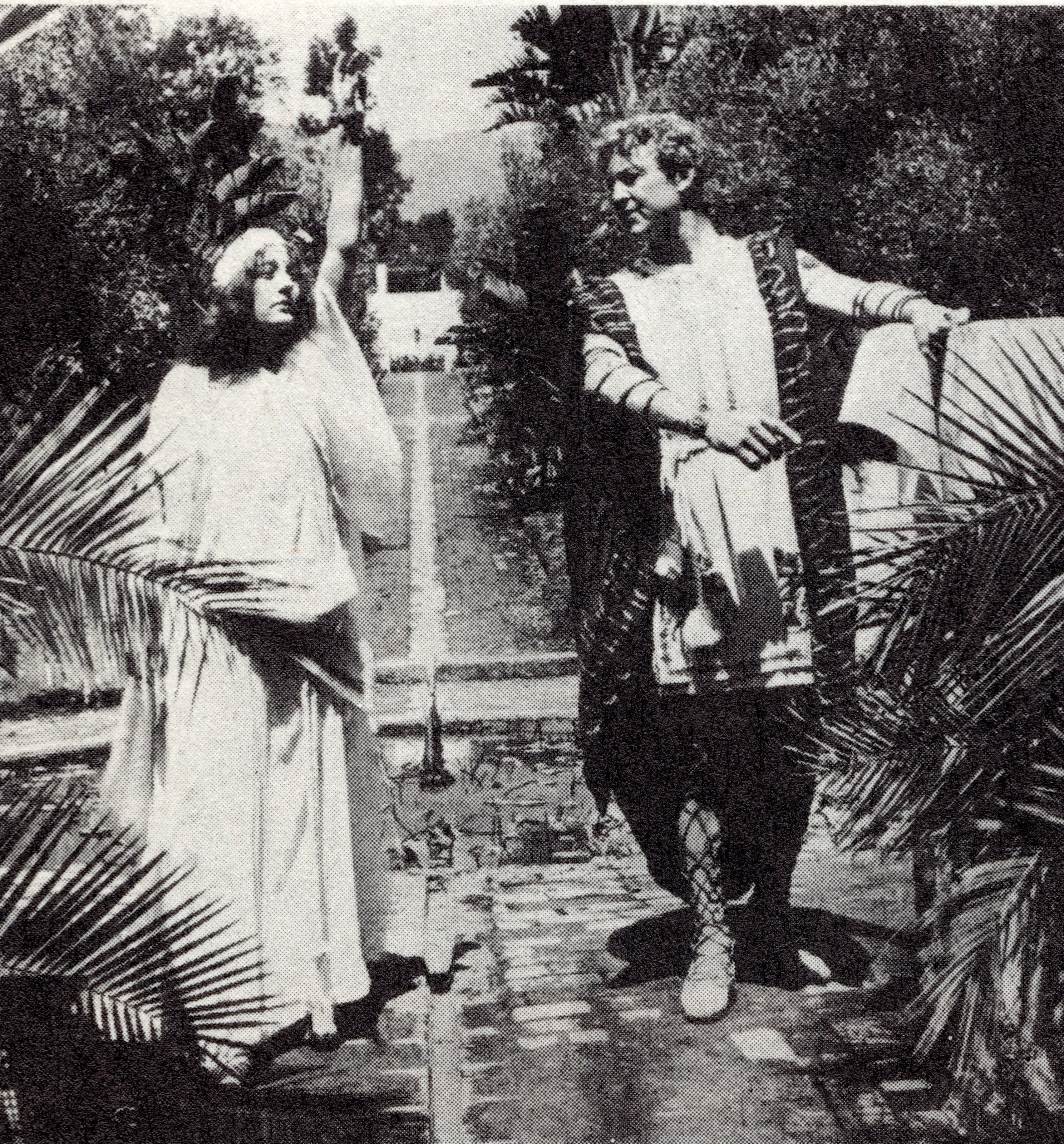
Betty Harte y Hobart Bosworth en The Roman (1910)
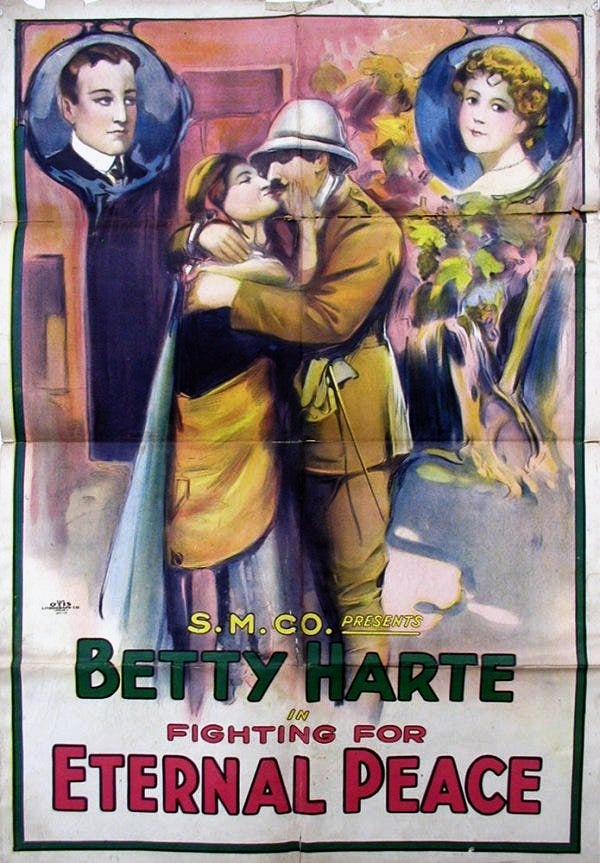
Betty Harte protagonista en Fighting for Eternal Peace - Póster de la película (1918)
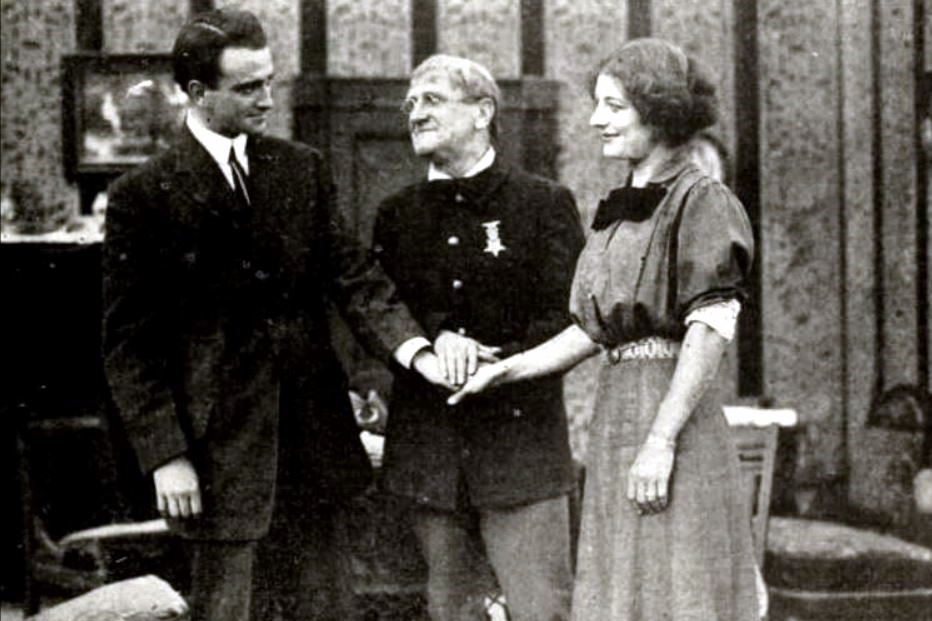
Betty Harte y Wheeler Oakman en How the Cause Was Won (1912)
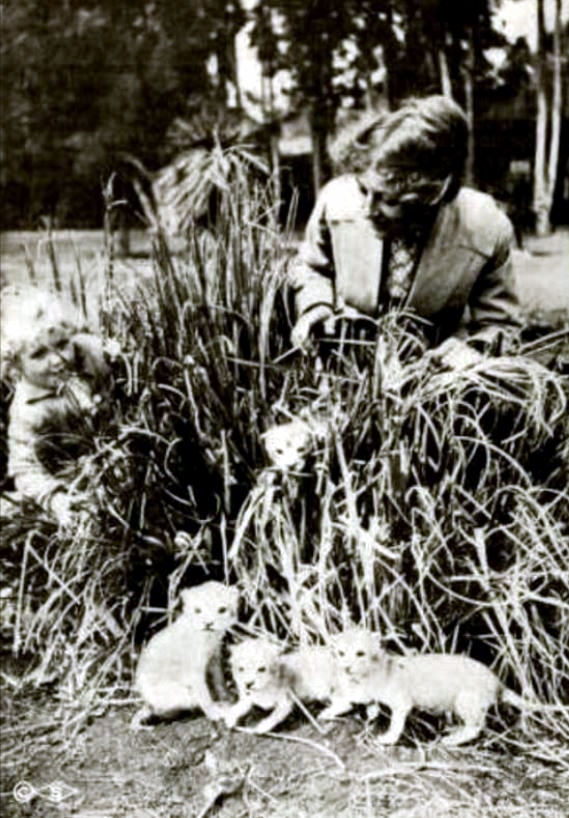
Betty Harte y Baby Lillian Wade - c. 1914
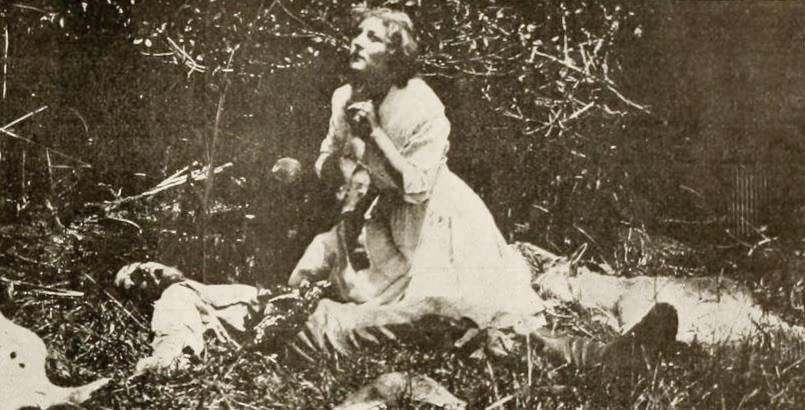
Betty Harte en The Mystery of the Poison Pool (1914)
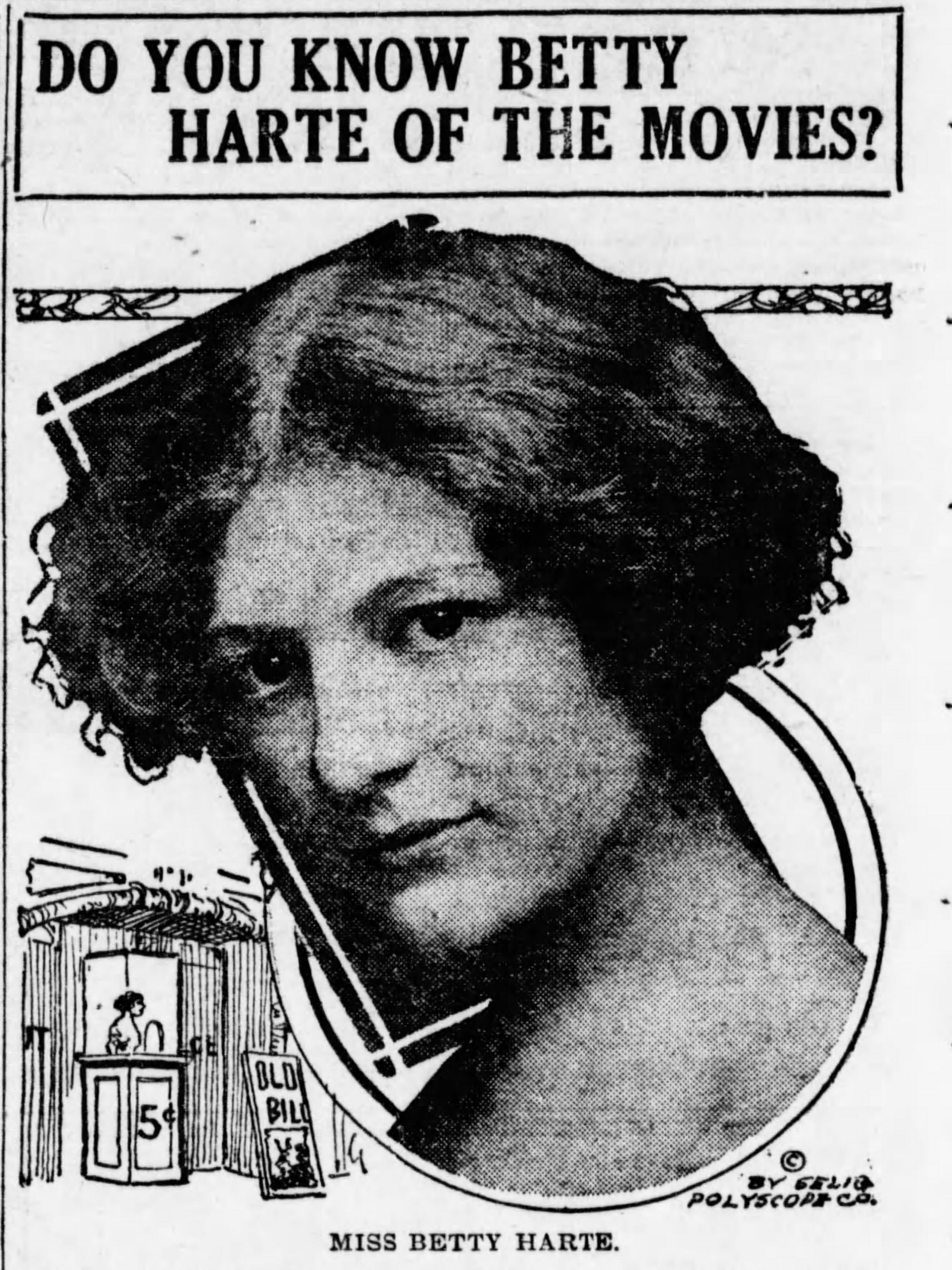
«Do You Know Betty Harte of the Movies» (1912)
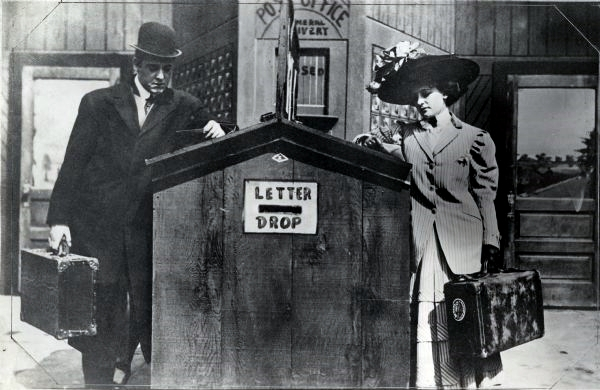
Betty Harte y Bob Leonard en The Politician (1908)
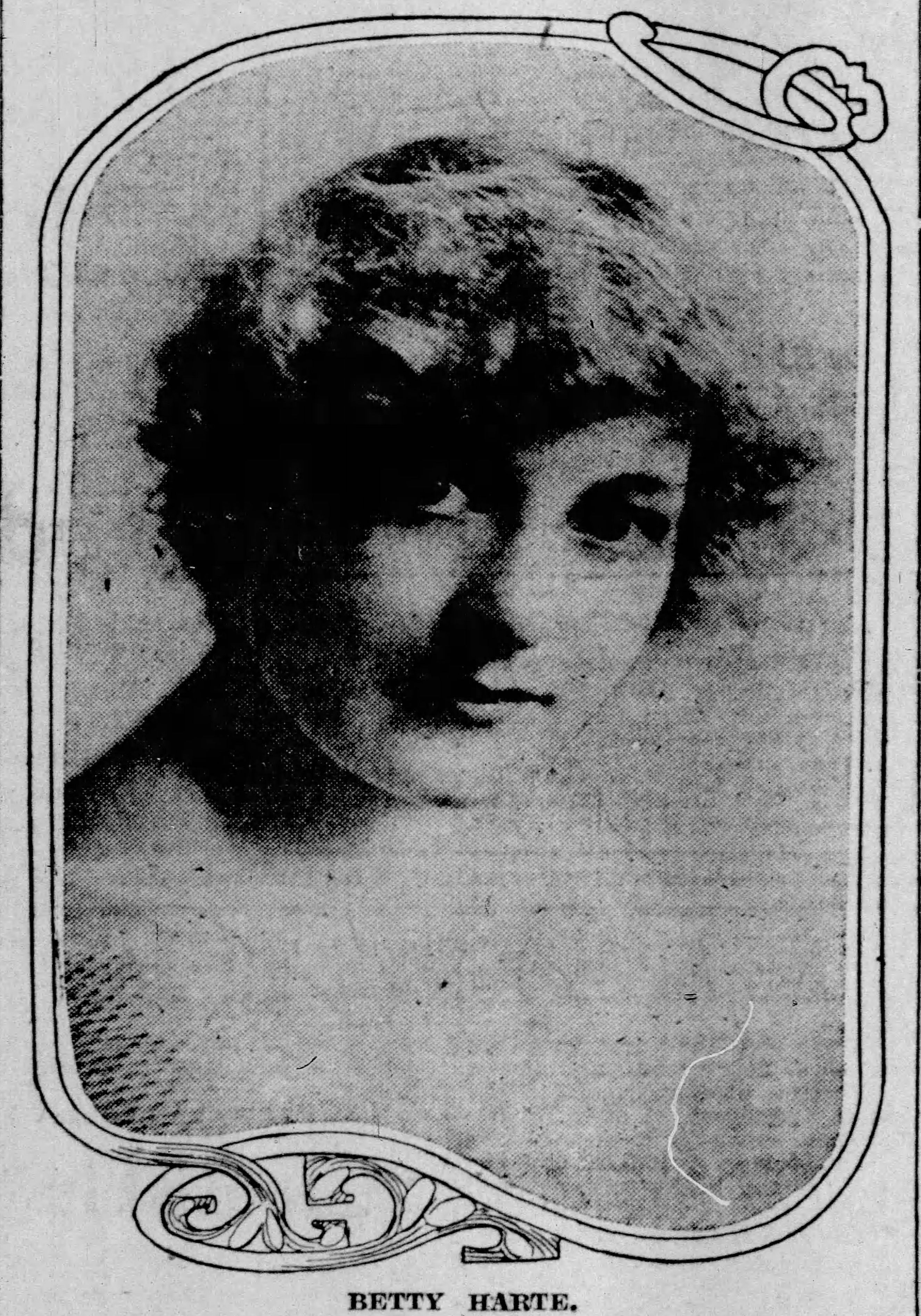
Betty Harte - Dame Industrious (1916)